# Abd-al-Mubín (nom)
Abd-al-Mubín és un nom masculí teòfor àrab islàmic (àrab: عبد المبين, ʿAbd al-Mubīn) que literalment significa ‘Servidor de l'Evident’, essent «l'Evident» un atribut de Déu. Si bé Abd-al-Mubín és la transcripció normativa en català del nom en àrab clàssic, també se'l pot trobar transcrit Abdul Mobin, ‘Abdul Mobien... normalment per influència de la pronunciació dialectal o seguint altres criteris de transliteració. Com a teòfor, també el duen musulmans no arabòfons que l'han adaptat a les característiques fòniques i gràfiques de la seva llengua.